# Георгій Гвазава
Георгій Бежанович Гвазава (груз. გიორგი ბეჟანის ძე გვაზავა; 1869-1941) — грузинський письменник, перекладач, публіцист і політик, член Установчих зборів Грузії (1919—1921).

## Біографія
Народився 1869 року у селі Суджуна в Самегрело-Земо-Сванеті у забезпеченій купецькій сім'ї. Рано втратив обох батьків та виховувався дядьком (братом матері) Шаламберідзе, який жив у Нокалакеві (нині Сенакський муніципалітет). Дядько Георгія обіймав пост благочинного (наглядач за духовенством в окрузі).
Георгій навчався в Нокалакеві та Мартвілі, потім — у Тифліській духовній семінарії та 2-й гімназії. Закінчивши гімназію із золотою медаллю, вступив на юридичний факультет Московського університету з урядовою стипендією. Продовжив освіту у Сорбонні, де заснував грузинський студентський союз «Ліга Свободи».
З 1890-х років жив у Тифлісі, працював юристом, публікувався у грузинській та російській пресі. Видав свої поеми «Батонішвілі Левані» («Царевич Леван») та «Ліло» (обидві у 1895 році), «Джаба Джаїані» (1897 рік), «Шалва Одішелія» (1905 рік), збірку віршів «Ланді» та переклади з французької мови віршів П'єра-Жана Беранже та з давньогрецької трагедії Софокла «Антигона».
В 1906 виступив одним з організаторів Національно-демократичної партії. У 1907 разом із Варламом Черкезишвілі та Міхако Церетелі видавав «Грузинську думку». У червні-жовтні 1907 року брав участь у міжнародної конференції в Гаазі, на якій разом з Варламом Черкезішвілі представив « Меморандум народу Грузії» з вимогою незалежності Грузії. За антиурядові висловлювання у 1911 році Гвазава був ув'язнений у Метехі. У 1917 року він опублікував роботу «Грузія з погляду міжнародного права», у якій історично та юридично обгрунтовував право Грузії на державність.
У 1917 році був членом Ради національностей Закавказького особливого комітету. Був одним із засновників Національно-демократичної партії та членом її головного комітету. На установчому з'їзді партії обраний заступником голови з'їзду в президії. У листопаді 1917 року брав активну участь у роботі Грузинського національного конгресу, був обраний членом Національної ради та її виконавчого комітету. У 1918 році обраний депутатом Закавказького сейму, брав участь у Трабзонській мирній конференції та Батумських переговорах між державами Закавказзя та Османською імперією. Був одним з авторів проекту Акту про незалежність Грузії і підписав його. Протягом 1918 року був керівником фракції НДП у парламенті Грузії. У 1919 р. — скарбник ЦВК. Він був обраний депутатом Установчих зборів Грузії, був членом і секретарем Конституційної комісії, членом редакційної комісії Конституції, а також був членом парламентської регуляторної та закордонної комісії. У 1920 році опублікував працю «Основні принципи конституційного права».
Георгій Гвазва емігрував до Парижа у 1921 році. Брав активну участь у політичному житті еміграції, співпрацював з емігрантською пресою. Видавав щомісячний журнал «Прометей» французькою мовою, друкував свої переклади грузинською мовою — 1929 року трагедії Проспера Жоліо де Кребійона «Радаміст і Зенобія» під назвою «Фарсман, цар Іберії», 1934 року — Жана Расіна «Мітрідат», через рік — Есхіла «Прометей закутий». У 1938 році в Парижі виходить у світ повний французький прозовий переклад «Витязя в тигровій шкурі» Шота Руставелі.
Георгій Гвазава помер у 1941 році в Парижі і похований на цвинтарі Батіньйоль.